# Conan (serie animata)
Conan (Conan the Adventurer) è una serie televisiva a cartoni animati ispirata ai racconti dedicati al personaggio di Conan, ideato da Robert Ervin Howard. Prodotta da Sunbow Productions, Graz Entertainment e Jetlag Productions, la serie, composta da 65 episodi, venne trasmessa dal 12 settembre 1992 al 22 novembre 1993.

## Trama
Conan vide trasformare la propria famiglia in pietra da Iracond, capo degli uomini-serpente con il Veleno di Medusa. Lui si salvò grazie alla collana donatagli dal nonno (rubata ad un demone che in seguito verrà ucciso da Conan, finendo ciò che suo nonno Con aveva cominciato); da lì giurò di trovare vendetta e di spezzare la maledizione: armatosi della spada e dello scudo forgiata dal padre con il famoso "metallo delle stelle" (in grado di rivelare il vero aspetto degli uomini-serpente e di sigillarli in un'altra dimensione) va alla ricerca di una cura per la trasformazione in pietra.
Al suo fianco avrà una fenice di nome Fenisio che abita all'interno del suo scudo.

## Personaggi principali
- Conan - Paolo Marchese.
- Nonno di Conan - Enzo Tarascio.
- Zula - Marco Balzarotti.
- Jasmine (Jezmine) - Patrizia Scianca.
- Lupo grigio (Grey Wolf) - Francesco Reale.
- Fenisio (Needle) - Diego Sabre.
- Snag - Pietro Ubaldi.
- Iracond (Wrath-Amon) - Vittorio Bestoso.
- Veleno (Dregs) - Davide Garbolino.
- Zanna del Vento (Windfang) - Gianfranco Gamba.
- Mesmira - Karin Giegerich.
- Zac (Set)- Antonio Paiola
- Ram-Amon - Mario Scarabelli
- Gora - Tony Fuochi
- Abdul - Adolfo Fenoglio
- Torrinon - Maurizio Scattorin.
- Medusa - Enrico Bertorelli.
- Falkenar - Gabriele Calindri.

## Episodi
In Italia non furono trasmessi tutti gli episodi della serie. A tutt'oggi, la trasmissione italiana della serie risulta incompleta.
| Stagione         | Episodi | Prima TV | Prima ITA |
| ---------------- | ------- | -------- | --------- |
| Prima stagione   | 13      | 1992     | 1994      |
| Seconda stagione | 52      | 1993     | 1995      |

## Sigle
Sigla d'apertura originale
Sigla di apertura e chiusura italiana (ed. Five Record/Canale 5 Music)
Conan, musica di Carmelo Carucci, testo di Alessandra Valeri Manera, è interpretata da Marco Destro ed incisa su MC e CD "Fivelandia 12".